# فوکبک
فوکبک (به آلمانی: Fockbek) یک شهر در آلمان است که در رندسبورگ-اکرنفورده واقع شده‌است. فوکبک ۶٬۲۷۰ نفر جمعیت دارد.